# 맥 슈퍼라이너
맥 슈퍼라이너(영어: Mack Super-Liner)는 미국 맥 트럭사가 생산하는 대형 트럭으로 1977년에 맥 RW의 후속으로 출시되었다.

## 소개
본래 브록웨이 자동차에서 생산된 트럭이지만 1977년에 도산이 되면서 맥 트럭에서 생산하게 되었다. 이후 1985년에 슈퍼라이너 2란 차종을 출시 했으며 1988년에 8기통 디젤 엔진을 장착한 모델이 처음으로 출시되었다.

## 같이 보기
- 맥 트럭스